# Стюарт Беван
Стюарт Джон Ллевеллін Беван (10 березня 1948 , St Pancrasd, Лондонське графство  — 20 лютого 2022 ) — британський актор, найбільш відомий своїми ролями як у кіно, так і на телебаченні. Його велика кар'єра включає фільми «Бранніган» (1975), «Упир» (1975), «Будинок смертного гріха» (1976), «Айвенго» (1982), «Хромофобія» (2005) і «Книга розвідників для хлопчиків» (2009), а на телебаченні відомий грою Кліффорда Джонса в «Докторі Хто» (1973) і Рея Освелла в «Еммердейлі» (1977).

## Раннє життя
Беван народився 1948 року у валлійській родині, його батьками були Рей і Гвен Беван. Свої ранні роки він провів у Саутхоллі графства Міддлсекс. Після закінчення школи у 15-річному віці 15 він став менеджером у магазині чоловічого одягу П'єра Кардена. Приблизно в цей час він зустрів перше кохання свого життя Джекі в місцевому молодіжному клубі, яка заохотила його приєднатися до місцевого аматорського драматичного товариства. Беван брав участь у фестивалі The Questors Theatre, де зіграв головну роль Алека у постановці «Натюрморт», за яку отримав нагороду за найкращу чоловічу роль. Незабаром після цього він вирішив вступити до театральної школи Corona, він подружився з колегою-актором Майклом Де Барресом. На другий день пара пішла на прослуховування на невеликі ролі школярів-підлітків для фільму «З любов'ю», який вони обидва отримали, і знімалися разом з Лулу та Сідні Пуатьє.

## Кар'єра
Після ролі у фільмі «До пана з любов'ю» (1967) Беван знявся у фільмі «Замкніть своїх доньок!» (1969), перш ніж провів два роки у постановці « Негідна поведінка» у Вест-Енді з 1969 по 1971 рік, граючи лейтенанта Едварда Міллінгтона разом з Джеремі Клайдом, Джеремі Буллохом і Гаретом Хантом. Його фільми включають Берк і Гер (1972), "Шоу «Плоть і кров» (1972), Степто і син знову їдуть (1973), Упир (1975), Бранніган (1975) і Будинок смертного гріха (1976).
Телевізійні ролі включають: Public Eye, Secret Army, Shoestring, Blake's 7, The Enigma Files, Айвенго, Airline, The Gentle Touch, Casualty, Мовчазний свідок і Murder in Mind. Добре відомий за роллю професора Кліффорда Джонса, супутника Джо Грант (Кеті Меннінг), у серіалі «Доктор Хто» 1973 року в серії «Зелена смерть».
Беван також багато з'являвся в театральних виставах, зокрема у таких: «Послідуй за мною, товаришу», «Приборкання норовливої», «Під молочним лісом», «Як важливо бути серйозним», « Приходь і будь убитий» (1972), «Фатальна справа» (1974), «Кандида» (1977) та Смертельна пастка' у 2002 році з Девідом Соулом і Сьюзен Пенхалігон.
У 2012 році Беван озвучив персонажа інспектора Неттлза в епізоді аудіосеріалу Айріс Вайлдтайм з Кеті Меннінг для Big Finish Productions. Беван також озвучив роль BOSS для Big Finish Productions у їхній аудіосерії Torchwood з Меннінгом та Джоном Барроуменом.
У 2019 році Беван повторив свою роль Кліффорда Джонса разом із Меннінгом у трейлері Blu-Ray 10 сезону телесеріалу «Доктор Хто». Крім того, він з Меннінгом також знялися в документальному фільмі, де вони знову повертаються до місць зйомок фільму «Зелена смерть». У 2020 році пара знялася в іншому трейлері своїх ролей із «Доктора Хто», цього разу для бокс-сету Blu-Ray 8-го сезону.

## Особисте життя і смерть
Перед зйомками «Доктор Хто» Беван заручився з Кеті Меннінг, вони прожили разом два роки, з 1974 по 1976 рік, що відображає сюжет їх спільної появи в «Докторі Хто», в якому персонаж Меннінг покинув серіал, щоб одружитися з персонажем Бевана. Беван почав стосунки з актрисою Вірджинією Мур у 1977 році. У них народилося дві доньки, і вони прожили разом до кінця його життя.
Беван помер у лютому 2022 року на 74-у році життя.

## Фільмографія

### Фільм
| Рік      | Назва                           | Роль(і)               | Примітки |
| -------- | ------------------------------- | --------------------- | -------- |
| 1967 рік | До пана, з любов'ю              | Школяр                |          |
| 1969 рік | Замкніть своїх доньок!          | Том                   |          |
| 1972 рік | Берк і Гер                      | Брюс                  |          |
| 1972 рік | Шоу «Плоть і кров».             | Гаррі Малліган        |          |
| 1973 рік | Стептоу і син знову їдуть       | Вет                   |          |
| 1975 рік | Бренніган                       | Алекс                 |          |
| 1975 рік | Упир                            | Біллі                 |          |
| 1976 рік | Будинок смертного гріха         | Террі Вайатт          |          |
| 1976 рік | Шпигунська історія              | Сильвестр             |          |
| 1981 рік | Спеціальні агенти 4D            | Детектив сержант Крін |          |
| 2005 рік | Хромофобія                      | Давид                 |          |
| 2009 рік | Книга розвідників для хлопчиків | Франк                 |          |

### Телесеріали
| Рік      | Назва                                     | Роль(і)                 | Примітки                               |
| -------- | ----------------------------------------- | ----------------------- | -------------------------------------- |
| 1966     | Засоби усунення несправностей             | Товп Морріс             | Епізод: «A Run for Their Money»        |
| 1973     | Доктор Хто                                | професор Кліффорд Джонс | Всі 6 епізодів «Зеленої смерті»        |
| 1975 рік | Око громадськості                         | Мартінс                 | два епізоди                            |
| 1977 рік | Романтика                                 | Руперт                  | Епізод: «Емілі»                        |
| 1977     | Emmerdale                                 | Рей Освелл              | 8 серій                                |
| 1978 рік | Аварія                                    | Опитуваний              | Епізод: «Террі»                        |
| 1979 рік | Дік Терпін                                | Чарльз Фентон           | Епізод: «Погоня»                       |
| 1979 рік | Таємна армія                              | сержант Шарп            | Епізод: «Останній біг»                 |
| 1979 рік | Шнурок                                    | Ведучий                 | Епізод: «Погоня»                       |
| 1979 рік | Шнурок                                    | Павло                   | Епізод: «The Link-Up»                  |
| 1979 рік | Шнурок                                    | ді-джей                 | Епізод: «Гербовий збір»                |
| 1980 рік | Блейк 7                                   | Макс                    | Епізод: «Death-Watch»                  |
| 1980 рік | Файли Енігма                              | Ленні                   | Епізод: «Прибиральник»                 |
| 1980 рік | Лінія Onedin                              | Приятель                | Епізод: «Королівське повернення»       |
| 1981 рік | Lamaload                                  | Девід                   | телефільм                              |
| 1982 рік | Авіакомпанія                              | Гловер                  | Епізод: «Совість»                      |
| 1982     | Айвенго                                   | Едвард                  | телефільм                              |
| 1983 рік | Ніжний дотик                              | Рей Гіллеспі            | Епізод: «Тиск»                         |
| 1983 рік | Няня                                      | Доктор Броган           | Епізод: «The Sault»                    |
| 1983 рік | Номер 10                                  | Пітер Еванс             | Епізод: «Жінка зі стилем»              |
| 1984 рік | Коротка                                   | Головний інспектор Лонг | 2 епізоди                              |
| 1987 рік | Таємниця Дороті Л. Сеєрс                  | Сержант Райдер          | Епізод: «Сильна отрута: Епізод перший» |
| 1988 рік | Потерпілий                                | Кеніт Поллард           | Епізод: «Desperate Odds»               |
| 1989 рік | Шалом Салам                               | Річард                  | 2 епізоди                              |
| 1989 рік | Відтворення екрана                        | Незнайомець             | Епізод: «Бачити в темряві»             |
| 1994 рік | Дім Еліотта                               | Джордж Філіпс           | Епізод: #3.7                           |
| 1995 рік | Рахунок                                   | Говард Шарп             | Епізод: «Подорож додому»               |
| 1996 рік | Крокодиляче взуття II                     | Старший офіцер          | Епізод: «Бум»                          |
| 1997     | Мовчазний свідок                          | Wyn's Man               | 2 епізоди                              |
| 1997 рік | Бруксайд                                  | пан Доусон              | Епізод: #1.1899                        |
| 2002 рік | Вбивство в голові                         | відвідувач похорону     | Епізод: «Лють»                         |
| 2004 рік | Шерлок Холмс і справа про шовкову панчоху | Власник                 | телефільм                              |
| 2005 рік | Короткий                                  | голова журі             | Епізод: «Вина»                         |